# Batman: Return of the Joker
Batman: Return of the Joker (Japans: ダイナマイトバットマン; Dainamaito Battoman =  Dynamite Batman) is een videospel dat in 1991 uitkwam voor het platform Nintendo Entertainment System. Een jaar later volgde een release voor de Game Boy en de Sega Mega Drive. De Joker is ontsnap uit de plek waar hij gevangen werd gehouden. Om de veiligheid van Gotham City moet Batman hem vangen. Hij heeft hiervoor verschillende wapens ter beschikking, zoals de nieuwe explosieve "punching power". Het spel bestaat uit vier levels, waaronder een grot en een trein. Het perspectief van het spel is in de derde persoon. Het spel is het vervolg op Batman: The Video Game. Bij de console versie het spel kan de spelstand worden bewaard via een wachtwoordsysteem.

## Platforms
| Jaar | Platform                  |
| ---- | ------------------------- |
| 1991 | NES                       |
| 1992 | Game Boy, Sega Mega Drive |

## Ontvangst
| Beoordeeld door             | Jaar | Platform | Score |
| --------------------------- | ---- | -------- | ----- |
| Power Unlimited             | 1993 | Genesis  | 79%   |
| 1UP!                        | 2008 | NES      | 78%   |
| Nintendo Magazine System UK | 1992 | NES      | 78%   |
| Jeuxvideo.com               | 2011 | NES      | 75%   |
| Just Games Retro            | 2008 | NES      | 70%   |
| Megablast                   | 1993 | NES      | 59%   |
| Game Zero                   | 1992 | NES      | 50%   |
| Sega-16.com                 | 2006 | Genesis  | 50%   |
| The Video Game Critic       | 2005 | NES      | 25%   |
| The Video Game Critic       | 2011 | Genesis  | 0%    |